# Ryota Moriwaki
Ryota Moriwaki (森脇 良太, Moriwaki Ryota, Fukuyama, 6 april 1986) is een Japans voetballer die als verdediger speelt.

## Carrière
Ryota Moriwaki tekende in 2004 bij Sanfrecce Hiroshima en speelde hier van 2005 tot en met 2012, waarin hij twee jaar uitgeleend werd aan Ehime FC. Sinds begin 2013 speelt hij bij Urawa Red Diamonds.

## Japans voetbalelftal
Ryota Moriwaki debuteerde in 2011 in het Japans nationaal elftal en speelde 3 interlands.

## Statistieken
| Japans voetbalelftal | Japans voetbalelftal | Japans voetbalelftal |
| Jaar                 | Wed.                 | Dlp.                 |
| -------------------- | -------------------- | -------------------- |
| 2011                 | 1                    | 0                    |
| 2012                 | 1                    | 0                    |
| 2013                 | 1                    | 0                    |
| Totaal               | 3                    | 0                    |